# Christiane F. (colonna sonora)
Christiane F. - Wir Kinder vom Bahnhof Zoo è la colonna sonora del film Christiane F. - Noi, i ragazzi dello zoo di Berlino del 1981, ed è composta interamente da canzoni di David Bowie registrate tra il 1975 e il 1978, anni in cui è ambientato il film, la colonna sonora è stata prodotta anche da David Bowie.

## Tracce
- Tutte le tracce sono scritte da David Bowie tranne dove scritto e le parti in tedesco sono scritte da Maas in Heroes/Helden.

1. V-2 Schneider (strumentale) – 3:09
2. TVC 15 – 3:29
3. Heroes/Helden (Bowie, Brian Eno) – 6:01
4. Boys Keep Swinging (Bowie, Eno) – 3:16
5. Sense of Doubt (strumentale) – 3:56
6. Station to Station – 8:42
7. Look Back in Anger (Bowie, Eno) – 3:06
8. Stay – 3:20
9. Warszawa (strumentale) (Bowie, Eno) – 6:18

- Le canzoni 1, 3 e 5 sono tratte dall'album del 1977 "Heroes".
- Le canzoni 2 e 8 sono tratte dall'album del 1976 Station to Station.
- Le canzoni 4 e 7 sono tratte dell'album del 1979 Lodger.
- La canzone 6 è tratta dall'album live del 1978 Stage.
- La canzone 9 è tratta dall'album del 1977 Low.

## Posizioni in classifica
| Anno | Classifica           | Posizione |
| ---- | -------------------- | --------- |
| 1982 | Billboard Pop Albums | 135       |